# NuGet
NuGet – otwartoźródłowy, oficjalny i domyślny system zarządzania pakietami dla aplikacji działających w środowisku .NET.
W rejestrze NuGet przechowywane są biblioteki współdzielone oraz narzędzia platformy .NET, działające jako samodzielne aplikacje (tzw. dotnet tools), rozprowadzane jako tzw. pakiety.

## Opis
NuGet może być używany jako aplikacja wiersza poleceń, lub jako wbudowany w oprogramowanie Microsoft Visual Studio menedżer pakietów, który wraz ze stroną domową aplikacji zawiera wyszukiwarkę dostępnych w rejestrze pakietów. Takie pakiety rozprowadzane są w postaci pojedynczych archiwów danych o formacie ZIP z rozszerzeniem .nupkg (NuGet package).
W rejestrze NuGet znaleźć się mogą biblioteki i narzędzia napisane w języku obsługiwanym przez platformę .NET oraz natywne biblioteki napisane w języku C++.

## Przykłady
Aby zainstalować bibliotekę Entity Framework Core, stworzoną przez Microsoft, w galerii pakietów należy znaleźć pakiet o nazwie Microsoft.EntityFrameworkCore lub wprowadzić w wierszu poleceń polecenie programu dotnet z argumentami add package:
```
dotnet add package Microsoft.EntityFrameworkCore

```

Natomiast aby zainstalować narzędzie działające w platformie .NET, należy wykonać program z argumentami tool install:
```
dotnet tool install --global dotnet-symbol

```

Używając argumentu --global, ścieżka zainstalowanego narzędzia zostanie dodana do zmiennej środowiskowej PATH systemu.